# Hamza bin Ládin
Hamza bin Ládin (9. května 1989 Džidda Saúdská Arábie – 25. července 2019) byl syn vůdce teroristické organizace al-Káida Usámy bin Ládina a sám byl považován za jednoho z klíčových členů této organizace. V minulosti[kdy?] byl médii a bezpečnostními službami označován za možného ideového nástupce svého otce. Dne 14. září 2019 oznámil prezident Spojených států Donald Trump, že Hamza bin Ládin byl zabit při americké protiteroristické operaci na afghánsko-pákistánské hranici. Okolnosti jeho smrti však zůstaly nejasné a Spojené státy neposkytly žádné konkrétní důkazy. V roce 2024 se v některých médiích objevily nepotvrzené zprávy, podle nichž měl být Hamza bin Ládin stále naživu a zastávat vysokou pozici v rámci vedení al-Káidy. Tyto informace však nebyly oficiálně ověřeny.

## Život
Hamza bin Usáma bin Mohammed bin Awad bin Ládin se narodil v roce 1989 v Saúdské Arábii.
V lednu 2001 se zúčastnil svatby svého bratra Muhammada bin Ládina ve městě Kandahár v jižním Afghánistánu. V listopadu téhož roku byl zachycen na videozáznamu z provincie Ghazní, kde společně se sourozenci manipuloval s troskami amerického vrtulníku a byl viděn ve společnosti příslušníků Tálibánu.
V březnu 2003 se objevila zpráva, že Hamza a jeho bratr Saad byli zraněni a zajati v oblasti Robát v Afghánistánu, což se později ukázalo jako nepravdivé. Po útocích z 11. září 2001 našel spolu s dalšími členy al-Káidy útočiště v Íránu.
Ve věku 17 let se oženil s dcerou vysokého představitele al-Káidy Abdulláha Ahmeda Abdulláha. V roce 2018 britský deník The Guardian informoval na základě výpovědi příbuzných o údajném sňatku Hamzy s dcerou Mohameda Atty, jednoho z únosců letadel při útocích z 11. září 2001. Tuto informaci však Hamzův bratr Omar bin Ládin veřejně popřel.

## Smrt
Dne 31. července 2019 přinesl deník The New York Times spolu s dalšími zpravodajskými médii informaci, že podle nejmenovaných amerických představitelů byl Hamza bin Ládin zabit během prvních dvou let vlády prezidenta Donalda Trumpa, tedy mezi lednem 2017 a lednem 2019. V té době však americké zpravodajské služby nedokázaly jeho smrt s jistotou potvrdit. V únoru 2019 proto americké ministerstvo zahraničí vypsalo odměnu ve výši 1 milionu amerických dolarů za informace vedoucí k určení jeho pobytu.
Dne 14. září 2019 prezident Donald Trump oficiálně potvrdil, že Hamza bin Ládin byl zabit při americké protiteroristické operaci v pohraniční oblasti mezi Afghánistánem a Pákistánem. Bližší detaily operace zveřejněny nebyly. Podle afghánského novináře Bilála Sarwarího k likvidaci bin Ládina pravděpodobně došlo v okrese Geru v provincii Ghazní na území Afghánistánu.[zdroj?]
V srpnu 2020 byla v íránském Teheránu zabita Hamzova manželka Maryam, dcera vysokého představitele al-Káidy Abdulláha Ahmeda Abdulláha (známého pod přezdívkou Abú Muhammad al-Masrí), společně se svým otcem. Írán oficiálně popřel, že by k incidentu došlo na jeho území.[zdroj?]
V září 2024 zveřejnila odbojová skupina Fronta národní mobilizace (NMF), která bojuje proti afghánskému Tálibánu, tvrzení, že Hamza bin Ládin je stále naživu. Podle jejich prohlášení se měl přesunout do okresu Dara Abdulláh Chél v provincii Pandžšír, kde spolu se svým bratrem Abdulláhem vede afghánskou větev al-Káidy a připravuje nové útoky. Tyto informace nebyly nezávisle ověřeny.

## Úloha v Al-Káidě
V roce 2005 se Hamza bin Ládin objevil ve videu s názvem The Mujahideen of Waziristan, kde byl zachycen při účasti na útoku al-Káidy proti pákistánským bezpečnostním silám v kmenové oblasti Jižního Vazíristánu na hranici Afghánistánu a Pákistánu. V září 2007 bylo uvedeno, že se opět nachází v pohraničním pásmu mezi Pákistánem a Afghánistánem a zastává zde vyšší velitelskou pozici v rámci sil al-Káidy.
V červenci 2008 byla zveřejněna překlad báseň, údajně napsaná Hamzou bin Ládinem, která vyzývala k „urychlení zničení Ameriky, Británie, Francie a Dánska.“ V reakci na to označil britský poslanec Patrick Mercer Hamzu za „korunního prince teroru“.
Bin Ládin byl rovněž spojován s atentátem na bývalou pákistánskou premiérku Benazír Bhuttovou z roku 2007, avšak podle výpovědi bývalého mluvčího al-Káidy Sulajmána abú Gajse byl v té době Hamza v domácím vězení v Íránu a propuštěn byl až v roce 2010 nebo 2011, údajně výměnou za íránského diplomata zadržovaného v Pákistánu.
Dne 14. srpna 2015 zveřejnil Hamza bin Ládin své první audio prohlášení, v němž vyzval stoupence[ujasnit] v Kábulu, Bagdádu a Gaze k vedení džihádu proti Washingtonu, Londýnu, Paříži a Tel Avivu. V květnu 2016 vydal další nahrávku, zaměřenou na palestinskou otázku a válku v Sýrii. Označil syrskou revoluci za „požehnanou“ a tvrdil, že přiblížila „osvobození Jeruzaléma“. Vyjádřil potřebu jednoty muslimských bojovníků a ostře kritizoval rozdělenost muslimského světa.[zdroj?]
V červenci 2016 vydal Hamza 21minutový projev s názvem We Are All Osama („Všichni jsme Usáma“), v němž pohrozil Spojeným státům odvetou za smrt svého otce. Vyzýval k útokům proti západním cílům a tvrdil, že pomsta není pouze za osobu Usámy bin Ládina, ale za obránce islámu obecně.
V květnu 2017 zveřejnila al-Káida další Hamzovu nahrávku s výzvou k útokům proti západním cílům a podporou tzv. osamělých vlků. V červenci 2017 média spekulovala, že Hamza složil přísahu věrnosti skupině Džamáat Ansár al-Furqán fi Bilád al-Šám. S rostoucím vlivem Hamzy v rámci al-Káidy ho Spojené státy v lednu 2017 oficiálně označily za globálního teroristu se zvláštním statutem (Specially Designated Global Terrorist), čímž mu byly zmrazeny majetky a znemožněno finanční a mezinárodní působení.
Dne 28. února 2019 nabídlo americké ministerstvo zahraničí odměnu až 1 milion amerických dolarů za informace vedoucí k jeho zadržení nebo lokalizaci v jakékoli zemi.
Dne 1. března 2019 oznámilo Saúdské království, že Hamzovi bin Ládinovi bylo královským dekretem podepsaným již v listopadu 2018 odebráno saúdské občanství.